# Scheloribates striolatus
Scheloribates striolatus är en kvalsterart som beskrevs av Balogh 1961. Scheloribates striolatus ingår i släktet Scheloribates och familjen Scheloribatidae. Inga underarter finns listade i Catalogue of Life.